# فينيسيوس لوبيز (لاعب كرة قدم)
فينيسيوس لوبيز هو لاعب كرة قدم برازيلي في مركز الهجوم، ولد في 7 مايو 1999 في مونتي دو كارمو في البرازيل. لعب مع نادي غوياس.

## وصلات خارجية
- فينيسيوس لوبيز (لاعب كرة قدم) على موقع قاعدة بيانات كرة القدم.إي يو (الإنجليزية)
- فينيسيوس لوبيز (لاعب كرة قدم) على موقع Soccerway.com (الإنجليزية)